# Diószeghy András
Dr. Diószeghy András (Dés, 1886. január 24. – Makó, 1966. június 30.) magyar pedagógus.

## Életpályája
Szülei: Diószeghy András és Bakó Rozália voltak. Középiskolai tanulmányait szülővárosában végezte el. Kolozsvárott diplomázott történelem–földrajz szakos tanárként, ahol Márki Sándor és Szádeczky-Kardoss Lajos oktatta. A nagyenyedi Bethlen Kollégium tanára lett 1909-ben. 1910-ben tanulmányúton volt Olaszországban, Bosznia-Hercegovinában és Dalmáciában. 1914–1918 között katonaként szolgált az első világháborúban, ahol orosz fogságba esett. Az első világháborút követően Aradon oktatott 1924-ig. 1924-ben került Makóra, ahol a Návay Lajos felsőkereskedelmi iskola oktatója, majd 1929-től igazgatója volt.

## Művei
- Magyarországon átvezető kereskedelmi útvonalak az Árpádok korában
- Makó város monográfiája (szerkesztő)
- Diák Lexikon (szerkesztő)

## Kitüntetése
- Károly-csapatkereszt